# Bryorella punctiformis
Bryorella punctiformis är en svampart som beskrevs av Döbbeler & Poelt 1978. Bryorella punctiformis ingår i släktet Bryorella, klassen Dothideomycetes, divisionen sporsäcksvampar och riket svampar.   Inga underarter finns listade i Catalogue of Life.